# Ophioglycera eximia
Ophioglycera eximia är en ringmaskart som först beskrevs av Ehlers 1901.  Ophioglycera eximia ingår i släktet Ophioglycera och familjen Goniadidae. Inga underarter finns listade i Catalogue of Life.